# Sturbridge (Massachusetts)
Sturbridge é uma vila localizada no condado de Worcester no estado estadounidense de Massachusetts. No Censo de 2010 tinha uma população de 9.268 habitantes e uma densidade populacional de 91,86 pessoas por km².

## Geografia
Sturbridge encontra-se localizado nas coordenadas 42° 06′ 17″ N, 72° 05′ 16″ O. Segundo o Departamento do Censo dos Estados Unidos, Sturbridge tem uma superfície total de 100.9 km², da qual 96.41 km² correspondem a terra firme e (4.45%) 4.49 km² é água.

## Demografia
Segundo o censo de 2010, tinha 9.268 pessoas residindo em Sturbridge. A densidade populacional era de 91,86 hab./km². Dos 9.268 habitantes, Sturbridge estava composto pelo 95.12% brancos, o 0.6% eram afroamericanos, o 0.27% eram amerindios, o 1.99% eram asiáticos, o 0% eram insulares do Pacífico, o 0.76% eram de outras raças e o 1.26% pertenciam a duas ou mais raças. Do total da população o 2.49% eram hispanos ou latinos de qualquer raça.